# Mauri Rose
Maurice Rose, mais conhecido como Mauri Rose (Columbus, 26 de maio de 1906 – Royal Oak, 1 de janeiro de 1981) foi um automobilista norte-americano que venceu três vezes as 500 Milhas de Indianápolis nos anos de 1941, 1947 e 1948, além de ter sido campeão da AAA Championship Car (antiga versão da IndyCar Series) de 1936.

## Carreira
Mauri Rose esteve em quinze edições das 500 Milhas de Indianápolis, (duas quando a prova fazia parte do calendário da Fórmula 1 de 1950 até 1960). Seriam dezesseis se contasse a edição de 1932, que ele não se qualificou. Rose participou de todas as edições da prova entre 1933 e 1951.
Rose largou na pole position nas 500 Milhas de Indianápolis de 1941, prova que marcou sua primeira vitória, e ele triunfou novamente em 1947 e 1948. Na Fórmula 1, competiu apenas nas provas em Indianápolis, e seu melhor resultado foi o 3º lugar em 1950. Ele também trabalhou para a General Motors e ajudou a desenvolver o Chevrolet Corvette para se tornar um carro de corridas, e interpretou a si mesmo no filme Agora Sou Tua (em inglês: To Please A Lady), de Clark Gable.

## Vida Pessoal
Maurice Rose era judeu, sendo natural de Columbus, a capital do estado norte-americano de Ohio. Seus dois filhos ficaram incapacitados pela poliomielite. Embora sua carreira nas corridas tenha sido bem sucedida, ele considerou sua realização mais importante a invenção de um dispositivo que tornou possível para aqueles sem o uso das pernas dirigir um automóvel.

## Prêmios e honrarias
Rose foi incluído nos seguintes halls da fama:
- Auto Racing Hall of Fame (1967)[6]
- Michigan Sports Hall of Fame (1972)[7]
- Michigan Motor Sports Hall of Fame (1982)[8]
- Eastern Motorsports Press Association Hall of Fame (1989)[9][10]
- International Motorsports Hall of Fame (1994)[11]
- Motorsports Hall of Fame of America (1996)[12]
- International Jewish Sports Hall of Fame (2007)[13]

Rose recebeu a seguinte honraria:
- Automotive Hall of Fame Distinguished Service Citation (1966)[14]